# 馬卡里耶夫區

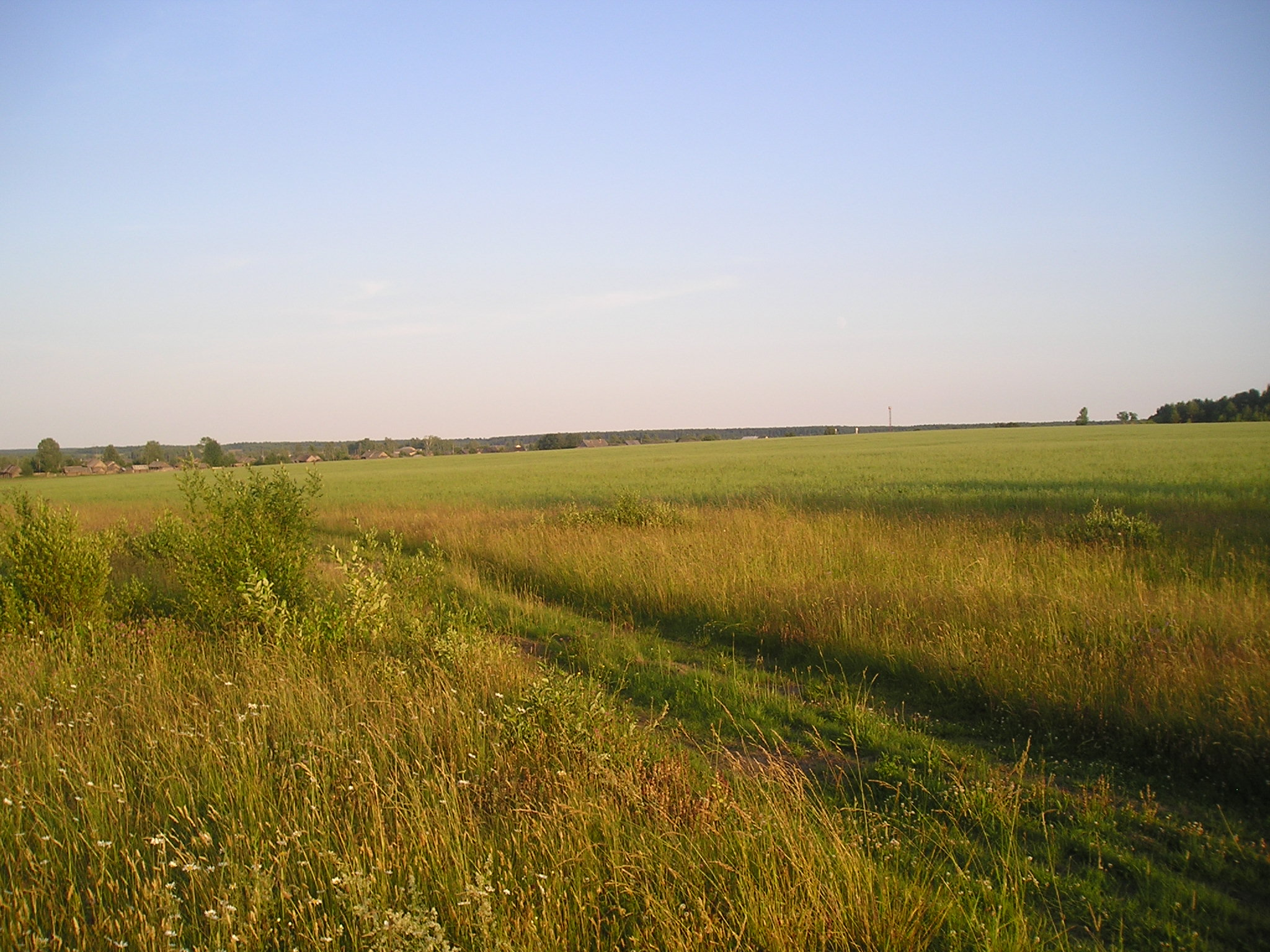

57°53′00″N 43°48′00″E / 57.8833°N 43.8000°E
馬卡里耶夫區（俄语：Макарьевский район），是俄羅斯的一個區，位於該國西部，由科斯特羅馬州負責管轄，面積4,850平方公里，2010年人口15,968，人口密度每平方公里3.29人。